# Olstorps missionshus
Olstorps missionshus är en kyrkobyggnad i Borensberg. Kyrkan tillhör Olstorps missionsförsamling som var ansluten till Svenska Missionsförbundet.

## Instrument
I kyrkan finns ett harmonium.